# Tenate

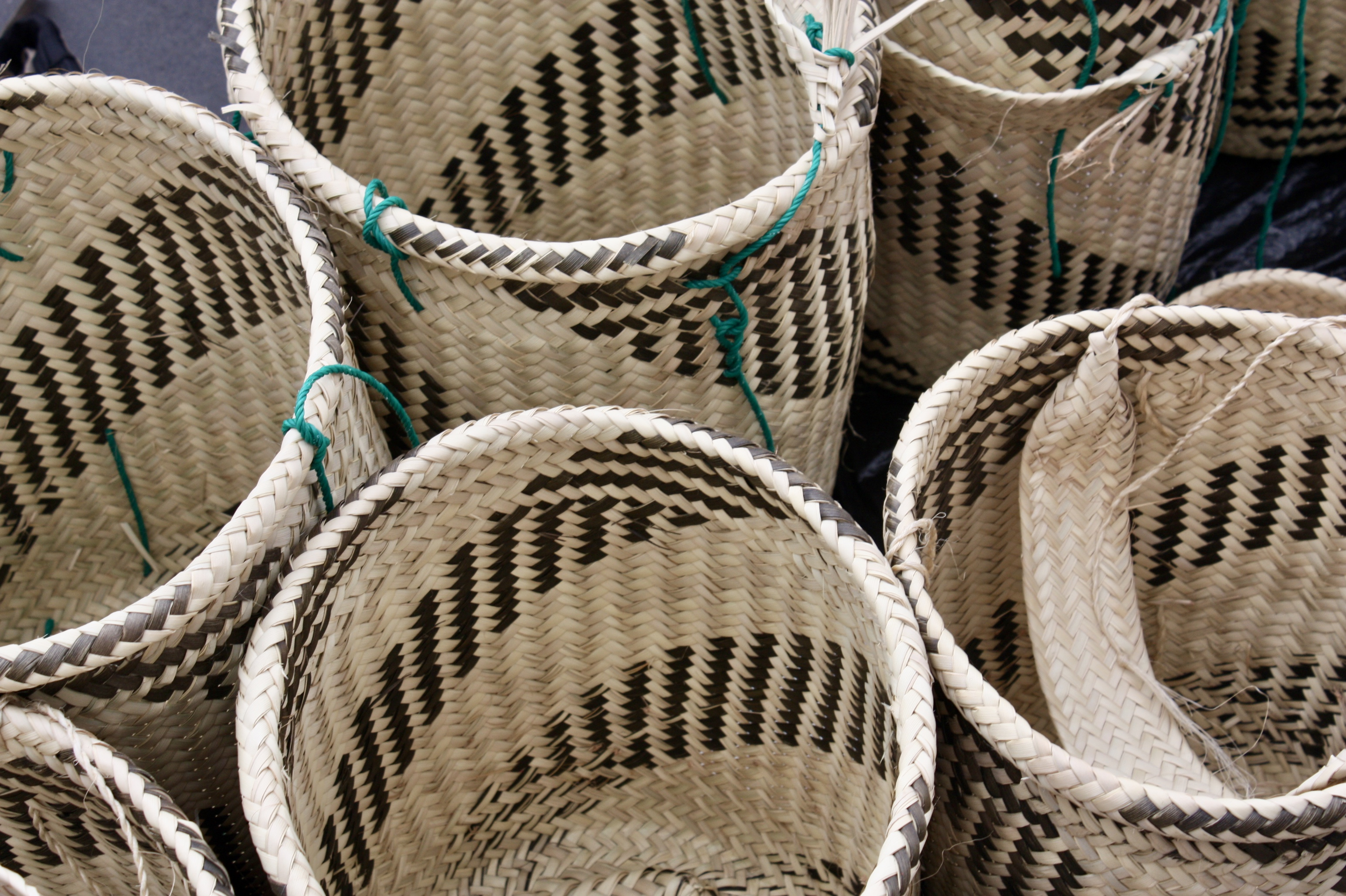
Tenates de palma, en la Ciudad de México.

El tenate o tanate (náhuatl, tanahtli, mismo significado) es una cesta o canasta típica de México hecha de palma (Chamaerops humilis) o de tule (Schoenoplectus acutus). En el tenate se guardan tortillas, diversas semillas, granos o fruta. Es similar al chiquihuite (chiquihuitl) que, a diferencia del tenate, es cuadrado y no redondo. Ambos son elementos muy populares de la artesanía mexicana tradicional. 
En Hidalgo y en otros estados del centro del país, los tenates también se usan para moldear el queso. Para hacer el «queso de tenate», el tenate se esterliza en agua hirviendo, se llena de la cuajada derivada de coagular y cocer la leche, se tapa con una manta y se prensa. 
En 1571, Alonso de Molina definió tanatli en su diccionario náhuatl como «espuerta hecha de palmas». En sentido vulgar, tanate quiere decir 'testículo'.